# Widawciszki (gmina Suderwa)
Widawciszki (lit. Vydautiškės) – wieś na Litwie, w okręgu wileńskim, w rejonie wileńskim, w gminie Suderwa.
Współcześnie w skład miejscowości wchodzi także dawny zaścianek Gierała.

## Historia
Pod zaborami i w II Rzeczypospolitej wieś i zaścianek. W XIX i w początkach XX w. położone były w Rosji, w guberni wileńskiej, w powiecie wileńskim, w gminie Rzesza. Po I wojnie światowej pod administracją polską, w Zarządzie Cywilnym Ziem Wschodnich. W latach 1920–1922 w składzie Litwy Środkowej.
Od 11 kwietnia 1922 leżały w Polsce, w województwie wileńskim, w powiecie wileńsko-trockim, w gminie Rzesza. W 1931 miejscowość liczyła:
- wieś – 82 mieszkańców, zamieszkałych w 13 budynkach,
- zaścianek – 124 mieszkańców, zamieszkałych w 22 budynkach[4].

Po II wojnie światowej w granicach Związku Sowieckiego. Od 1991 na niepodległej Litwie.